# Le passé – Das Vergangene
Le passé – Das Vergangene (Originaltitel: Le passé) ist ein französisch-italienisches Filmdrama von Asghar Farhadi aus dem Jahr 2013 mit Ali Mosaffa und Bérénice Bejo in den Hauptrollen.

## Handlung
Marie holt ihren Ehemann, den Iraner Ahmad, am Flughafen in Paris ab. Ahmad hatte seine Frau vor vier Jahre verlassen und war nach Teheran zurückgekehrt. Der Grund für seine Rückkehr ist der für den kommenden Tag angesetzte Scheidungstermin. Marie lebt mit ihren Kindern Lucie und Léa – beide aus einer früheren Beziehung – sowie mit ihrem neuen Freund Samir und dessen Sohn Fouad in einem heruntergekommenen Haus in der Nähe von Paris.
Marie quartiert Ahmad gegen dessen Willen in ihrem Haus ein. Sie hat kein Hotelzimmer für ihn reserviert, weil er einen früheren Termin hatte platzen lassen. Sie scheint  Ahmad auch ihr neues Leben zeigen zu wollen.
Während Ahmads Anwesenheit werden Konflikte und Spannungen in der Patchworkfamilie offenbar, in die Ahamad nach und nach hineingezogen wird. Die 16-jährige Lucie lehnt den neuen Freund ihrer Mutter ab, torpediert die Beziehung und entzieht sich dem Familienleben. Fouad verhält sich renitent und macht seinem Zorn durch Wutausbrüche Luft. Durch seine besonnene Art kann Ahmad das Vertrauen von Lucie und Fouad gewinnen und findet die Motive der Rebellion Lucies gegen die geplante Ehe ihrer Mutter mit Samir heraus. Da Samir glaubt, dass Lucie erst wieder zu ihrer Mutter zurückfinden werde, wenn er auf Distanz gehe, zieht er mit seinem Sohn wieder in seine alte Wohnung über seinem Reinigungsgeschäft.
Schritt für Schritt gelingt es Ahmad herauszufinden, welche Ereignisse aus der Vergangenheit die Beziehungen belasten, indem er in Ruhe mit allen Beteiligten spricht. Lucie gibt Samir die Schuld am Selbstmordversuch seiner Frau, die seit acht Monaten im Koma liegt. Marie erzählt dann Ahmand, das sie im dritten Monat von Samir schwanger ist und ihn nach der Scheidung heiraten wird.
Ahmad findet heraus, dass Samirs Frau Céline vor den Augen von Fouad und einer Angestellten ein Reinigungsmittel getrunken hat. Samir geht davon aus, dass Céline wegen eines Streits mit einer Kundin Selbstmord begehen wollte. Bei dem folgenden Gespräch zwischen Ahmad, Lucie und der Angestellten stellt sich heraus, dass Céline eifersüchtig war und eine Affäre zwischen ihr und Samir vermutet habe. Nach dem Streit mit einer Kundin wegen einer Banalität, habe Sami Naïmas Hand genommen und seine Frau Céline nach Hause geschickt. Danach habe das Paar nicht mehr miteinander gesprochen. 
Im weiteren Verlauf gesteht Lucie Ahmad, dass sie einen Tag vor dem Selbstmord die E-Mails zwischen ihrer Mutter und Samir an Céline weitergeleitet habe. Samir überredet sie, das ihrer Mutter zu sagen, die Lucie daraufhin voll Zorn hinauswirft.
Marie erzählt Samir vom Geständnis ihrer Tochter. Die E-Mail-Adresse Célines habe Lucie am Tag vor dem Selbstmord durch einen Anruf bei Céline in der Reinigung erfahren. Daraufhin spricht Samir mit der illegal beschäftigten Naïma. Diese sagt ihm, dass Céline am Tag vor dem Selbstmord nicht im Geschäft gewesen sei. Marie erfährt auf Nachfrage von Lucie, dass die Frau am Telefon einen Akzent gehabt habe. Schließlich stellt Samir Naïma zur Rede und sie gesteht, dass sie sich als Samirs Frau ausgegeben und Lucie über die E-Mail-Adresse informiert habe. Der Fleck auf dem Kleid stamme von Céline, da diese ein Verhältnis zwischen Naïma und Samir vermutet hätte und sie deshalb loswerden wollte. Samir gibt Naïma die Schuld am Selbstmordversuch und wirft sie hinaus. Bevor sie geht, äußert Naïma, dass Samirs Frau die E-Mails nicht gelesen und nichts von seiner Affäre mit Marie gewusst habe; denn in diesem Fall hätte sie das Reinigungsmittel nicht vor ihr, sondern vor ihm oder in der Apotheke vor Marie getrunken.
Als Marie zu Samir in die Reinigung kommt, erklärt er ihr, dass das Vergangene nicht mehr zu ändern sei und sie versuchen müssten, es zu vergessen. Was zähle, sei, dass sie von ihm schwanger ist. Ahmad verabschiedet sich schließlich wieder von Marie und will ihr bei dieser Gelegenheit erklären, warum er vier Jahre vorher plötzlich abgereist ist.
In der Schlussszene ist Samir bei Céline im Krankenhaus. Schon früher waren dem Pflegepersonal Kratzer an Célines Bauch aufgefallen, bei denen unklar war, ob sie von ihr selbst stammten. Samir wollte deshalb herausfinden, ob Céline doch noch zu Körperbewegungen imstande ist. Er hatte deshalb ihre Parfüms aus der Wohnung ins Spital gebracht, weil einer Krankenschwester zufolge das Geruchsgedächtnis als letztes verloren gehe. Der Arzt berichtet ihm jedoch, dass Céline bei den Geruchstests leider keine Reaktionen gezeigt habe. Schließlich geht Samir nochmals an das Krankenbett zurück, trägt das von ihm selbst verwendete Parfüm auf seinem Hals auf und bittet sie, seine Hand zu drücken, wenn sie etwas rieche. Célines Hand bleibt unbeweglich.
Am Ende sind zwar viele Fragen geklärt, aber vieles bleibt auch offen.

## Hintergrund
An der Realisierung des Films waren die Filmproduktionsgesellschaften Memento Films, France 3 Cinéma und BIM Distribuzione beteiligt.
Der Produktionszeitraum von Le passé – Das Vergangene war vom 9. Juli 2012 bis 10. März 2013. Der Film wurde vom 8. Oktober 2012 bis 11. Januar 2013 überwiegend in Paris, Frankreich, gedreht. Das Filmbudget betrug schätzungsweise 11 Millionen US-Dollar.
Le passé – Das Vergangene wurde erstmals am 17. Mai 2013 auf den Internationalen Filmfestspielen von Cannes dem Publikum präsentiert. Der Start in ausgewählten Kinos in den USA war am 20. Dezember 2013. In Deutschland kam der Film ab 30. Januar 2014 in die Kinos.

## Rezeption
Der Film Le Passé – Das Vergangene wurde überwiegend positiv bewertet. Auf der Website Rotten Tomatoes erreichte der Film bei 95 Prozent der Rezensenten eine positive Bewertung.

„‚Le passé‘ ist ein eindringliches und packendes Familiendrama, das von dem Einfluss der Vergangenheit auf die Gegenwart erzählt. Sehenswert.“

Der Spiegel lobt in seiner Rezension des Films vor allem die darstellerische Leistung von Ali Mosaffa, der die Vaterfigur mit fast salomonischer Nachsichtigkeit und Wärme spiele, sowie Farhadis komplexe Figurenzeichnung und exakte Erzählkonstruktion.
Die Rheinische Post sieht Le passé – Das Vergangene als ein „Meisterwerk psychologischen Feingefühls“, in dem Farhadi die Zuschauer in die komplexen Gefühlswelten der Filmfiguren hineinziehe und sich „langsam und vorsichtig“ den Charakteren der Protagonisten annähere.
Die Münchener Abendzeitung bezeichnet Farhadis Film in ihrer Kritik als ein „seltenes und kunstvolles Wahrhaftigkeitserlebninis im Kino“, das jeden Zuschauer berühre als „eines der besten psychologischen Porträts von Patchwork-Familiensituationen“. Farhadis Kunst spiegele sich ebenso „im intelligenten Aufbau der Geschichte“; er zeige die vielen Fehlbarkeiten der Charaktere „ohne jede einfache Schuldzuweisung“.
In der Filmrezension auf Radio Brandenburg wird Farhadis „genaues Gespür für Melodie und Rhythmus“ gelobt, das seinen Darstellern „fein austarierte, nuancenreiche Darstellungen“ entlocke.
Auch n-tv rühmt in seiner Filmkritik den Regisseur Farhadi als „Meister der Erzählkunst“, der in seinem Film die „Komplexität familiärer und zwischenmenschlicher Beziehungen“ darstelle.
Die Badische Zeitung sieht Farhadi in ihrer Rezension des Films gleichermaßen als einen „Meister des Schauspielerkinos“; sein Film sei „ein betörendes Kammerspiel“, das „so spannend wie berührend“ inszeniert werde.
In der Filmkritik der Neuen Osnabrücker Zeitung wird Farhadis „große Kunst, das Drama im Alltäglichen zu zeigen“, gerühmt; Farhadi verstehe es in grandioser Weise, „mit minimalistischen Mitteln große Gefühle zu wecken“. Die in dem Film vermittelten Emotionen von „Trauer, Schuld und Sühne, Eifersucht und Selbstzweifel“ seien universell und würden „geschickt dosiert“; „Schritt für Schritt, Dialog für Dialog“ kämen „immer neue überraschende Wendungen“ ans Licht, ohne dass Farhadi dabei „gängige Klischees oder altbekannte Erzählmuster“ bemühe.

## Auszeichnungen
Internationale Filmfestspiele von Cannes 2013
- Preisträger in der Kategorie Beste Darstellerin für Bérénice Bejo
- Preis der ökumenischen Jury

Golden Globe Awards 2014
- Nominierung in der Kategorie Bester fremdsprachiger Film – Regie: Asghar Farhadi